# Seta (biología)
El término seta en biología y anatomía se utiliza para describir cualquiera de las diferentes estructuras con forma de cerdas o pelos en los organismos vivos. En las patas de varios vertebrados e invertebrados son unas estructuras que les permite a estos caminar sobre sustratos verticales e incluso "patas arriba", a veces sobre superficies tan lisas como el vidrio transparente de una ventana. 
Los animales que poseen setas no solo pueden sujetarse con gran fuerza, sosteniendo hasta 100 veces su propio peso, sino que también pueden correr sin dificultad sobre una pared. Es evidente que esta adaptación tan útil para animales pequeños que necesitan trepar árboles, esconderse bajo las hojas o buscar refugio o alimento por entre las rocas, evolucionó independientemente más de una vez.[cita requerida]

## Principio
Generalmente la capacidad de adhesión de este tipo de estructuras se basa en un sistema híbrido con un componente líquido y otro mecánico, aunque en algunos casos es exclusivamente mecánico, por ejemplo en el caso de los lagartos el componente líquido está ausente. 
Existen dos tipos de adaptaciones fisiológicas que permiten la adhesión, están las setas de tipo húmedo (donde la fuerza principal de adhesión es la capilaridad) y las de tipo seco (donde la fuerza principal de adhesión parece ser intermolecular o fuerzas de van der Waals). En cualquier caso es necesario lograr la mayor superficie de contacto. Para ello los animales que poseen esta adaptación han desarrollado patas con una alta densidad de setas (gecos, hormigas, abejas, cucarachas y saltamontes) o cubiertas de un epitelio muy suave y flexible (moscas, escarabajos y algunos redúvidos) que penetra las ranuras microscópicas de la superficie por donde caminan. Este último tipo de setas generalmente tiene glándulas accesorias que secretan sustancias para incrementa aún más la superficie de contacto y por tanto la fuerza de adhesión. 

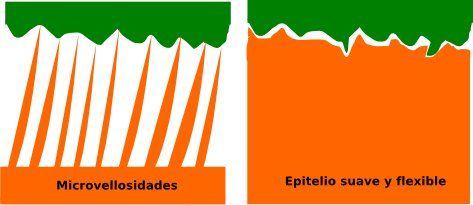
Setas.

Para evitar que la alta capacidad adhesiva de estas setas impida que el animal camine con destreza existen mecanismos muy eficientes que controlan de manera dinámica el grado de adhesión.

## Setas animales

### Vertebrados

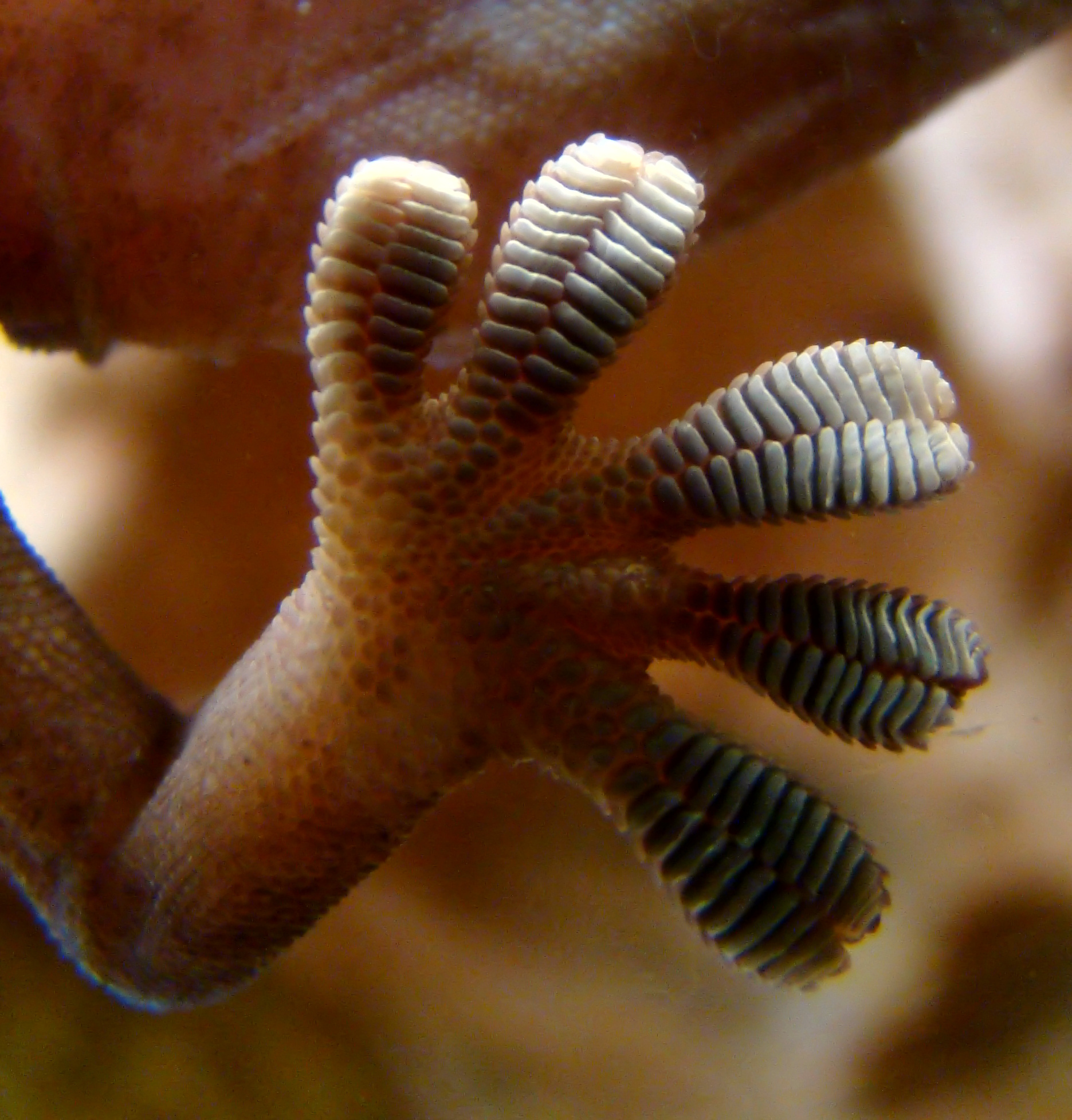
Primer plano de la parte inferior del pie de un gecko mientras camina sobre un vidrio vertical

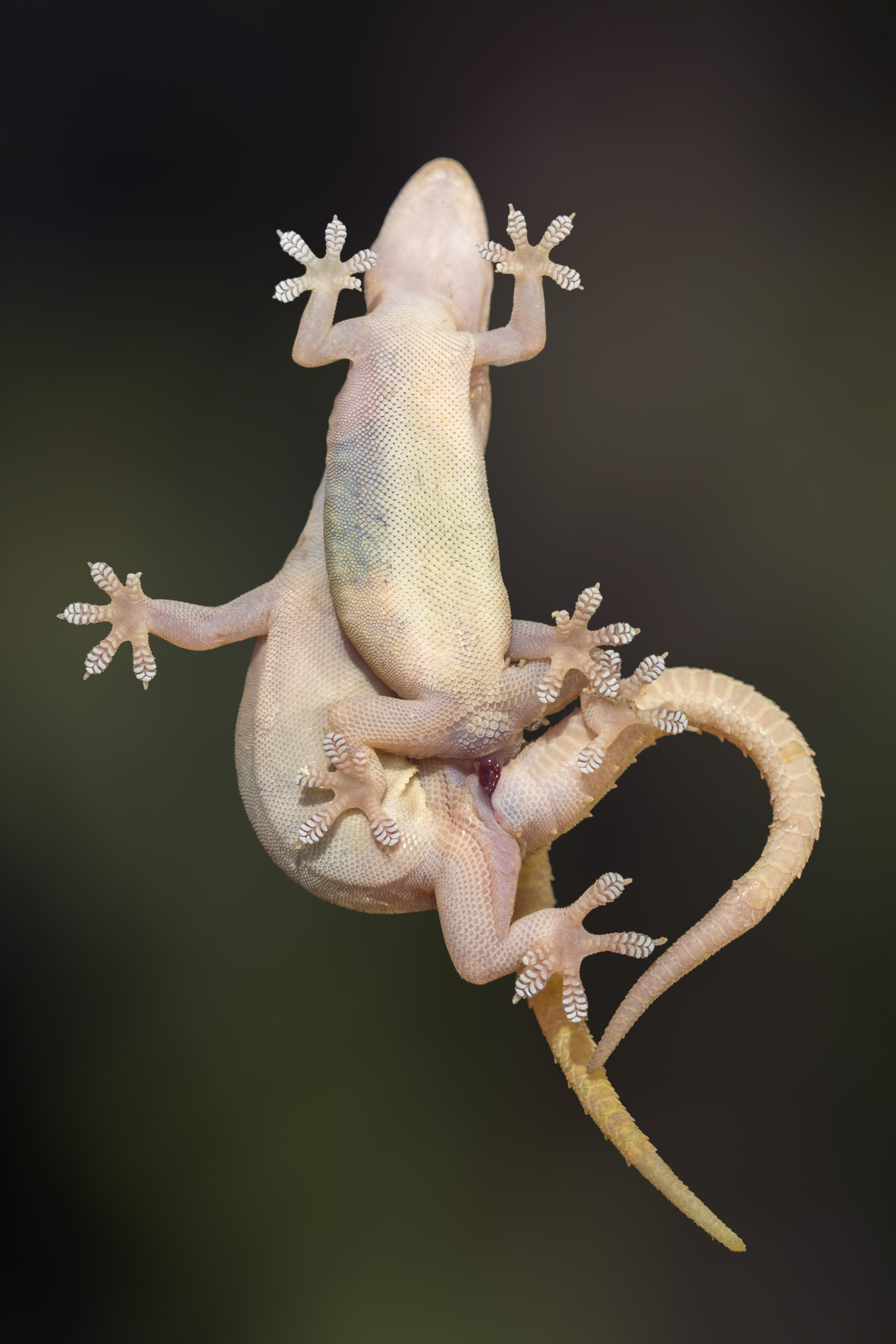
Geckos apareándose en una ventana de vidrio vertical y mostrando sus lamellae bajo los pies

La lamelas de las patas de un gecko son pequeños elementos que juegan un papel en la capacidad del animal para aferrarse a superficies verticales. Las setas a escala micrométrica se ramifican en proyecciones a escala nanométrica llamadas espátulas.